# Pinus strobus
 (mars 2014).
Si vous disposez d'ouvrages ou d'articles de référence ou si vous connaissez des sites web de qualité traitant du thème abordé ici, merci de compléter l'article en donnant les références utiles à sa vérifiabilité et en les liant à la section « Notes et références ».
Pin blanc, Pin de Weymouth, Pin du Lord
Pour les articles homonymes, voir Pin blanc.
Espèce
Classification phylogénétique
Statut de conservation UICN

 LC  : Préoccupation mineure
Répartition géographique
Le Pin blanc, Pin du Lord ou Pin de Weymouth (Pinus strobus), est un arbre de la famille des Pinaceae,.

## Description

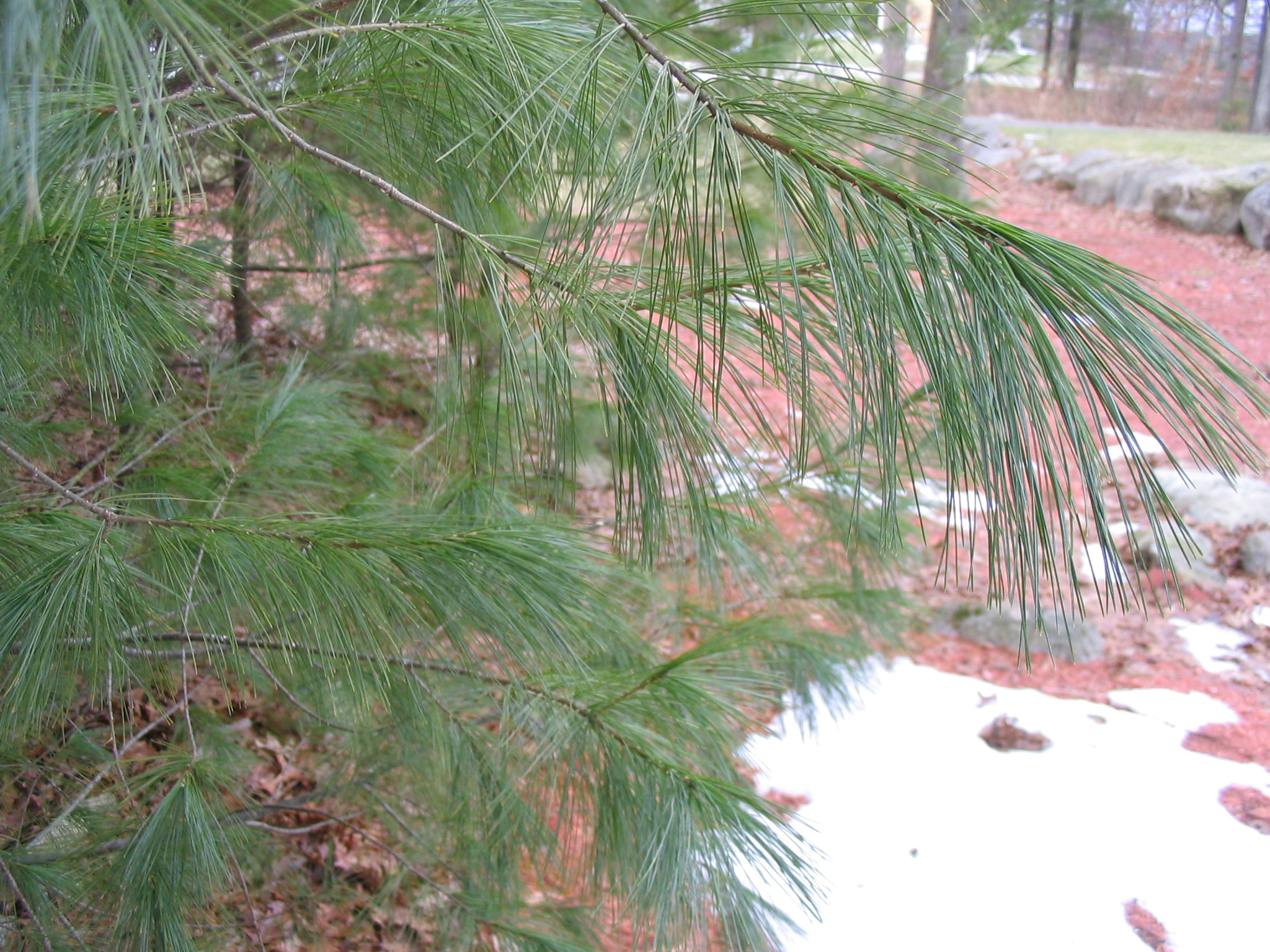
Aiguilles fines

Ce pin recherche des sols sablonneux et humides. Il est adapté aux feux de forêt, qui favorisent sa régénération, son écorce épaisse le protégeant. Le combat contre les feux de forêt est défavorable à sa régénération, cette espèce étant  grandement  favorisée  à la suite du feu. Cet arbre majestueux pousse dans des forêts mixtes composées de feuillus et d'autres résineux. Dans son habitat d'origine, il atteint la taille de 30 à 50 mètres et un diamètre de 1 à 1,5 mètre. En Europe, sa taille atteint 25 à 30 mètres. Il pousse rapidement ; à l'âge de 20 ans, il atteint  la taille de 10 mètres. Il supporte assez mal la pollution ; le gibier peut lui causer des dégâts importants. Il est sensible à une maladie dite rouille vésiculeuse, transmise par le champignon Cronartium ribicola microscopi aperçu au Canada en 1916 pour la première fois. Cette maladie, au cycle évolutif compliqué qui implique également les plantes du type Ribes, peut le décimer. Il n'aime pas la compétition surtout lorsqu'il est plus jeune. Il supporte assez mal l'ombre, préfère pousser au soleil.
Son bois est blanc ou un peu brun, léger et tendre, homogène, facile à travailler, très durable, avec un aubier peu distinct. Le bois des arbres adultes est de qualité ; de ce fait il est utilisé en menuiserie, par exemple pour la fabrication de portes ou d'encadrements de fenêtres.
Les bourgeons, non résineux, sont ovoïdes et très pointus avec des écailles brunes cernées de blanc.
Les rameaux sont régulièrement verticillés, faiblement pubescents, brun rouge. Ils comportent des cicatrices foliaires visibles.
L'écorce est lisse, vert grisâtre sur les jeunes arbres puis brun grisâtre et crevassée longitudinalement. Vers les trois quarts de l'arbre, plus voyant lorsqu'il est mature, l'écorce est blanche, particularité de laquelle l'arbre tire son nom.

Les feuilles sont des aiguilles fines et douces, souples et d'une longueur de 5 à 14 centimètres. Elles sont groupées par 5 sur les rameaux. La face inférieure de l'aiguille possède deux bandes de stomates argentés. Les aiguilles, persistantes, ont une vie de deux à cinq ans.

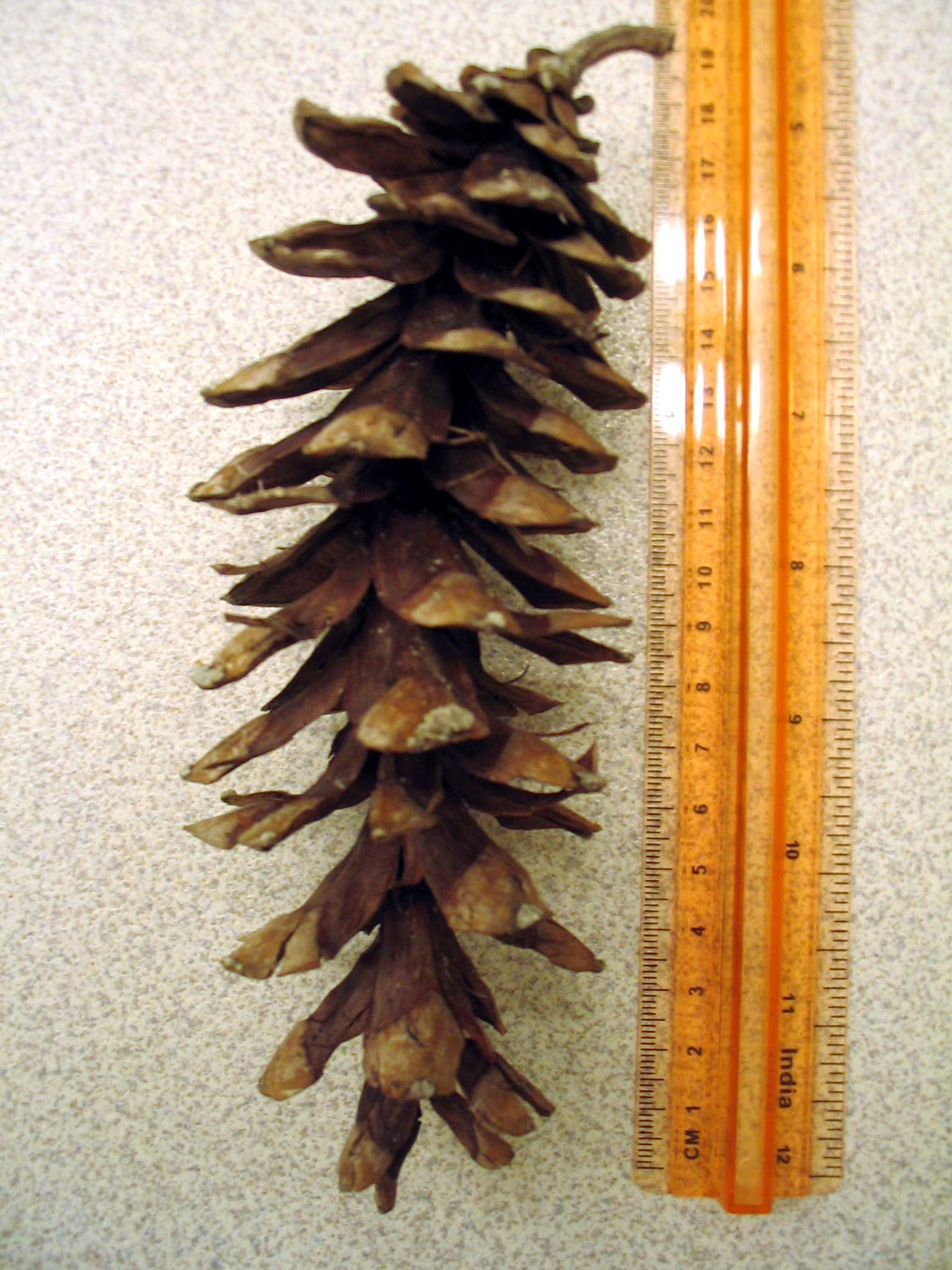
Cône

Le fruit, est un cône qui mesure de 10 à 20 centimètres. Les écailles sont brunes et arquées vers le bas, elles sont peu serrées. Elles sont claires par rapport au centre et sont recouvertes de résine. Les semences d'environ 5 mm sont munies d'une longue aile. Les cônes pendent. Les graines sont mûres en septembre de l'année suivant la fécondation. Les premiers fruits apparaissent quand l'arbre atteint environ l'âge de trente ans. Les cônes d'un Pin blanc sont plats et longs lorsqu'il est jeune. Devenu adulte ses cônes sont longs et ouverts tout en étant écaillés.
Le pin blanc accepte des sols variés, mais, calcifuge, il préfère les sols siliceux légers et frais, même s’il accepte aussi les sols biens drainés. Le pin blanc n'est pas trop difficile envers les types de sol, il les accepte pratiquement tous.
Sa longévité est en général de 200 à 400 ans et peut dépasser les 600 ans dans de très bonnes conditions. Certains auraient atteint les 1000 ans d'après des recherches.
De plus en plus l'érable et le sapin ont tendance à prendre sa place, par suite de la surexploitation des pins blancs, des nouvelles maladies et de la pollution d'origine humaine. Depuis le début de l'exploitation forestière du pin blanc, la taille moyenne de ce dernier a grandement diminué, passant d'une moyenne d'environ 50 mètres à 30 mètres à cause d'une maladie exotique qui n’existait pas en Amérique il y a 150 ans, la rouille vésiculeuse du pin blanc due à Cronartium ribicola.

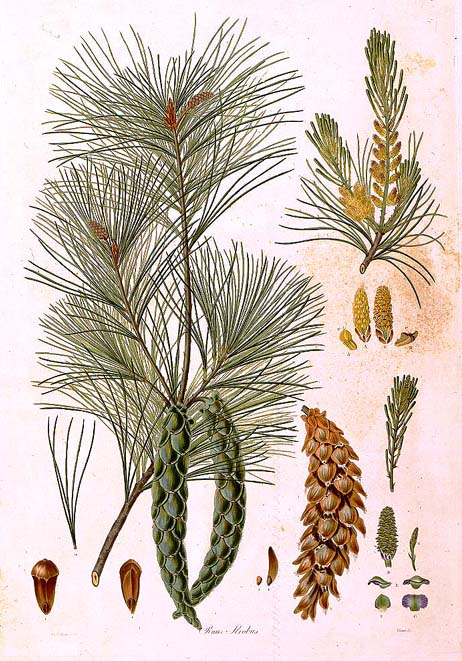
Illustration de Pinus strobus

Quand cet arbre à aiguilles pousse en nature, ses branches inférieures meurent et les supérieures prennent le dessus. Tandis qu'en naissant isolé le pin blanc garde toutes ses branches du haut jusqu'au pied ressemblant particulièrement à un gigantesque arbre de Noël. Le pin blanc de La Patrie est le plus grand pin blanc du Québec. Il est situé à une dizaine de kilomètres du mont Mégantic et de la frontière canado-américaine. Haut d'environ 35 mètres, avec une circonférence de 518 cm en 2011. Cette essence devient rare. La plupart des grands peuplements de pin blanc s'étendent sur le bord des rivières, à cause des feux qui passaient dans le temps juste à côté des rivières.

## Habitat

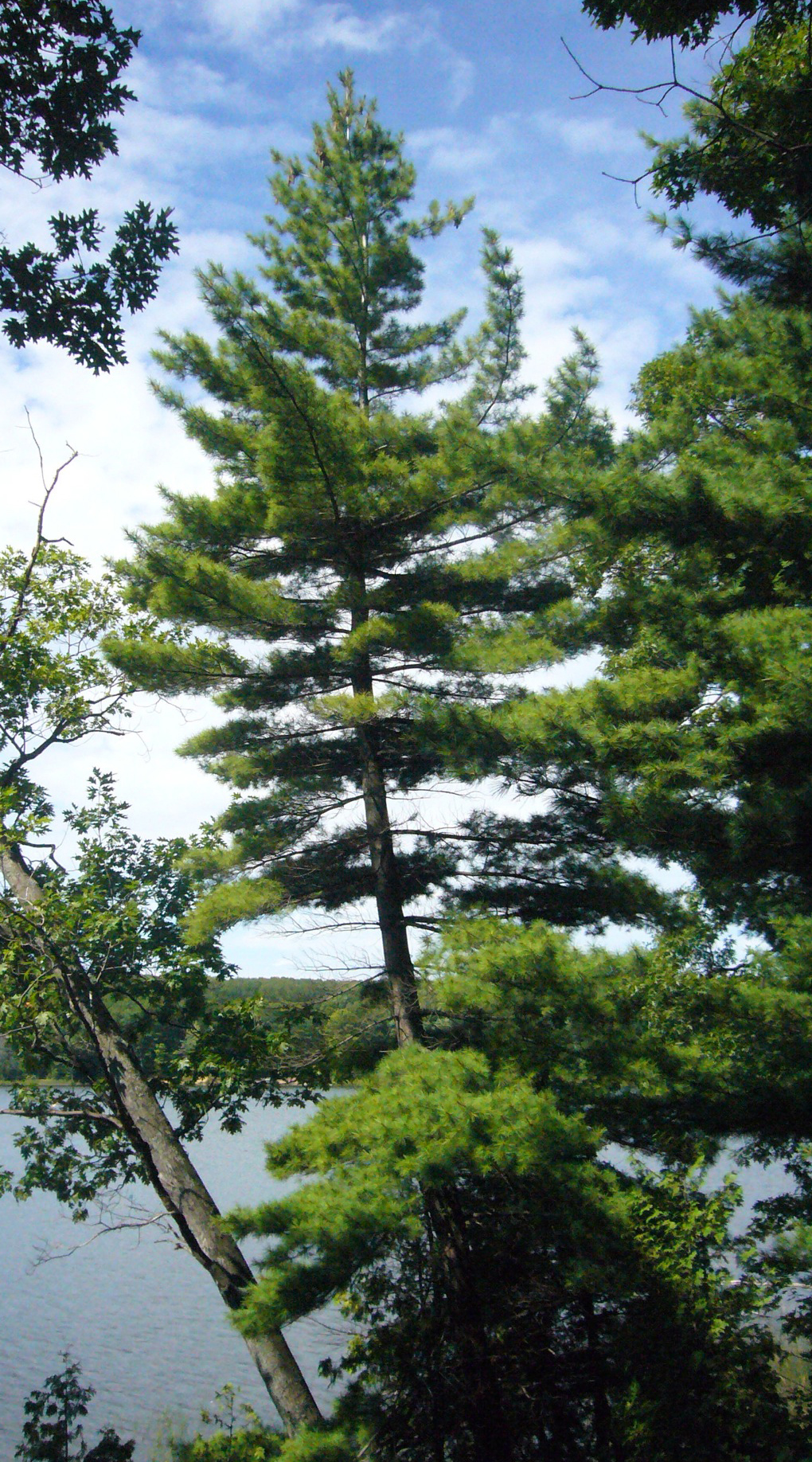
Pinus strobus dans le parc Awenda

On le trouve dans l'est de l'Amérique du Nord depuis la Géorgie aux États-Unis, Ontario, Québec, les Maritimes et jusqu'à l'île de Terre-Neuve au Canada. On le rencontre très fréquemment au Nouveau-Brunswick. L'arbre, qui supporte bien le froid, fut introduit en Europe en 1705 et en France vers 1850 dans le nord et le Morvan. On le plante aussi bien dans les forêts en reboisement que dans les parcs, à titre ornemental.

## Historique
Les Iroquois utilisèrent le pin blanc pour en faire des canots géants pouvant transporter environ 40 personnes. Car à l'époque les pins blancs étaient beaucoup plus gros et surtout vraiment plus hauts.
D'après ce qu'a écrit Marie-Victorin, les bûcherons auraient coupé des Pins blancs ayant une hauteur incroyable de 90 mètres avec un diamètre de 250 centimètres. Il aurait été capable de devenir l'un des arbres les plus hauts au monde.
Le pin blanc est apparu sur le continent d'Amérique du Nord il y a quelques dizaines de millions d'années. Jusque dans les années 1600, on trouvait des millions d'hectares de forêt mature de Pins blancs imposants.
Les peuples autochtones utilisaient son écorce pour le recouvrement extérieur des maisons longues et sa résine mélangée à de la cendre servait d'adhésif.
Les colons ont spéculé dès la première découverte que le pin blanc, grand et rectiligne, formerait un matériau idéal pour la construction navale, en particulier utilisé comme mât pour les grands navires. George Weymouth, mena son navire Archangel dans le port de Pentecost (Maine), près de la rivière Saint-George, en 1605, et il fit rapport d'arbres de hauteur remarquable, qui pourraient faire des mâts pour des navires de quatre cents tonnes. Il rapporta en Angleterre des échantillons du pin qui porte en Grande-Bretagne son nom. Quatre ans après, la colonie de Jamestown envoya des pin de mâture vers l'Angleterre et 1640, la production de mât devint la première industrie majeure de la Nouvelle-Angleterre, s'exportant vers les ports de construction navale des Caraïbes, d'Angleterre et jusqu'à Madagascar. La coupe accélérée des pins fit s'inquiéter le parlement britannique, qui en 1691 révisa la Massachusetts bay charter incluant une clause de préservation des mâts. Le marquage des arbres en forme de Broad arrow par les arpenteurs du roi qui devint la norme était impopulaire dans les colonies et sera l'une des causes de la révolution américaine (Pine Tree Riot).
Il est exploité début jusqu'à la fin du XIXe siècle, dans le commerce du bois carré à destination de l'Angleterre. Plus tard comme bois de sciage vers les États-Unis.
À partir de 1850, leur exploitation intensive et inconsidérée achève de décimer les forêts; il n'existe plus de Pins blancs dépassant 65 mètres. Au Québec, les derniers peuplements de pins blancs se trouvent dans la région de l'Outaouais.
Certains jugent que les méthodes modernes de coupe peu intensives nuisent à l'établissement du pin blanc, une espèce de tolérance intermédiaire à l'ombre. En effet, les coupes de jardinage conservent un couvert permanent qui favorise les espèces tolérantes à l'ombre comme l'érable à sucre et le hêtre à grandes feuilles.

## Symbole
Chez les Iroquois (Haudenosaunee) cet arbre est connu comme étant l'« Arbre de la Paix » à cause de ses gigantesques dimensions et c'est pour eux un symbole important de la Grande Loi de la Paix pour ce peuple d'Amérique du Nord.
Le drapeau et les armoiries de la Ville de Montréal intègrent depuis 2017 le pin blanc, un symbole de la présence autochtone sur le territoire montréalais.